# Marc Chesney
Pour les articles homonymes, voir Chesney.
Marc Chesney (né en 1959) est un économiste suisse, professeur de finance quantitative. Il est directeur du Département de banque et finance et du Centre de compétence en finance durable de l'Université de Zurich. Il prend sa retraite en 2024.

## Biographie
Marc Chesney a étudié les mathématiques et l'économétrie à l'Université Paris-Diderot, puis l'économie à l'Université de Genève.
De 1993 à 2003, il a été professeur à HEC Paris.
Depuis 2003, il est professeur de finance mathématique à l'Université de Zurich. Il a  dirigé depuis 2020 également le nouveau Centre de compétence en finance durable (Center of Competence for Sustainable Finance) de l'Université de Zurich. Il développe depuis longtemps une analyse critique de la finance casino et du capitalisme prédateur.
Dix ans après la crise financière mondiale de 2007-2008, il analyse que le système financier continue à générer des crises récurrentes, dont il profite à grande échelle.
En 2024, il prend sa retraite de l'Université de Zurich.

## Positions
Marc Chesney a pris position sur divers sujets politiques, notamment en faveur de l'initiative populaire « 1:12 - Pour des salaires équitables » et de l'initiative populaire « Pour un revenu de base inconditionnel » (en proposant son financement par une taxe sur les paiements électroniques).
Depuis 2015, il propose une taxe sur les transactions financières qui s’appliquerait à tous les paiements électroniques (différente de la taxe Tobin qui ne vise que les transactions financières),,. Il est membre du comité de l'initiative populaire fédérale « Micro-impôt sur le trafic des paiements sans espèces », dont la récolte de signatures a débuté en 2020 (avec notamment Franco Cavalli, Dick Marty et Guy Mettan),,,.
En 2018, dix ans après la crise financière mondiale de 2007-2008, il analyse que le système financier n'a toujours pas tiré les leçons de la crise ; et qu'en plus la finance de l'ombre, « opaque et d'une puissance inquiétante », s'est beaucoup développée. En 2024, il observe encore que les crises se succèdent (avec des ingrédients similaires : rémunérations astronomiques, sous-capitalisation et énormes dettes) et que les véritables changements politiques se font attendre.
En 2020, pendant la pandémie de COVID-19, il rappelle que les pandémies sont favorisées par la mondialisation et qu'« Il s’agit d’analyser de manière critique ce modèle économique présenté comme allant de soi et en réalité imposé » car « La crise actuelle met en lumière sa grande fragilité et le leurre que nombre de ses promesses [de prospérité pour tous] représentent ».
Le livre STOP est le fruit de nombreuses années de réflexions. Marc Chesney procède à une analyse critique de la finance casino, de la marchandisation de la nature, du business de la guerre, du réarmement et finalement du pouvoir politique. La démocratie est devenue le masque vertueux d’un despotisme d’oligarques cyniques et sans scrupules, qui n’hésitent devant rien pour augmenter leur richesse et leur pouvoir. La liberté de polluer, de détruire le vivant à grande échelle, d’augmenter les émissions de gaz à effet de serre, d’accumuler des richesses grotesques et insensées et finalement de fragiliser les conditions tant de travail que de vie pour le plus grand nombre, est dans les faits une dictature. L’objectif de ce livre est aussi de faire régresser le sentiment d’impuissance qui nous assaille face aux catastrophes, qu’elles soient passées, présentes, ou à venir si rien n’est entrepris. Il est encore temps de réagir pour stopper le rouleau compresseur qui nous écrase, afin que les générations actuelles et futures aient des perspectives plus réjouissantes que celles du réchauffement climatique ou de l’hiver nucléaire et que nos vies deviennent ainsi respirables. Des pistes de solution sont mentionnées.

## Publications
- Marc Chesney, De la Grande Guerre à la crise permanente : la montée en puissance de l'aristocratie financière et l'échec de la démocratie, Lausanne/Paris, Presses polytechniques et universitaires romandes, 2015, 1re éd., 110 p. (ISBN 978-2-88915-112-7).
- Marc Chesney, La crise permanente : l'oligarchie financière et l'échec de la démocratie, Lausanne, Presses polytechniques et universitaires romandes et Éditions Quanto, 2018, 2e éd., 160 p. (ISBN 978-2-88915-247-6).
- Marc Chesney, STOP - Alarme contre la marchandisation et la destruction du vivant. Editions d'en bas, Lausanne, août 2025 (ISBN 978-2-8290-0717-0)[15]